# NFC East
De National Football Conference East Division of NFC East is een divisie van de NFL's National Football Conference. De divisie heeft vier deelnemers: Dallas Cowboys, New York Giants, Philadelphia Eagles en Washington Commanders. Met gezamenlijk dertien Super Bowl overwinningen sinds 1970, zijn de vier teams de meest succesvolle competitie binnen de NFL.

## Teams
De volgende teams hebben in de NFC East gespeeld:
| Team                  | Stad                        | Periode in NFC East | NFC East-titels | Super Bowls                        | Eerdere naam                                                   |
| --------------------- | --------------------------- | ------------------- | --------------- | ---------------------------------- | -------------------------------------------------------------- |
| Arizona Cardinals     | Glendale, Arizona           | 1970–2001           | 2               | geen                               | St. Louis Cardinals (1970–1988), Phoenix Cardinals (1989–1993) |
| Dallas Cowboys        | Arlington, Texas            | 1970–heden          | 22              | 5 (1971, 1977, 1992, 1993 en 1995) |                                                                |
| New York Giants       | East Rutherford, New Jersey | 1970–heden          | 8               | 4 (1986, 1990, 2007 en 2011)       |                                                                |
| Philadelphia Eagles   | Philadelphia, Pennsylvania  | 1970–heden          | 13              | 2 (2017, 2024)                     |                                                                |
| Washington Commanders | Landover, Maryland          | 1970–heden          | 9               | 3 (1982, 1987 en 1991)             | Washington Redskins                                            |

## Divisie-indeling
De NFC East werd opgericht in 1970, samen met de NFC Central en de NFC West, na de fusie tussen de National Football League met de American Football League. De indeling van de divisie heeft van haar oprichting tot nu enkele veranderingen ondergaan. In het eerste seizoen kwamen de Dallas Cowboys, de Philadelphia Eagles en de Washington Redskins (uit de voormalige Capitol Division) samen met de New York Giants en de St. Louis Cardinals (Century Division). Deze indeling bleef ook gehandhaafd na 1988, toen de Cardinals verhuisden naar Arizona. Toen de NFL in 2002 uitbreidde naar 32 teams werd er besloten om in zowel de NFC als de AFC een extra divisie te creëren, zodat elke divisie bestond uit vier teams. De Cardinals verlieten toen de NFC East voor de geografisch logischere NFC West. De Cowboys bleven echter in de NFC East, omdat ze in al die jaren een hevige rivaliteit hadden opgebouwd met de andere drie teams.
- 1970-1988: Dallas Cowboys, New York Giants, Philadelphia Eagles, St. Louis Cardinals en Washington Redskins
- 1989-2001: Arizona Cardinals, Dallas Cowboys, New York Giants, Philadelphia Eagles en Washington Redskins
- 2002-heden: Dallas Cowboys, New York Giants, Philadelphia Eagles en Washington Redskins

## Winnaars
In dit overzicht zijn de ploegen te vinden die zich voor de NFC East wisten te plaatsen voor de play-offs, met tussen haakjes de bereikte ronde.
| Kleur of afkorting | Betekenis                                 |
| ------------------ | ----------------------------------------- |
| Geel               | NFC West-team won NFC-titel en Super Bowl |
| Blauw              | NFC West-team won NFC-titel               |
| (SB)               | Team won NFC-titel en Super Bowl          |
| (F)                | Team won NFC-titel                        |
| (HF)               | Team verloor NFC Championship             |
| (KF)               | Team verloor Divisional Playoffs          |
| (WC)               | Team verloor Wild Card Playoffs           |

| Seizoen | Winnaar                       | Balans | Percentage | Wild-Card-teams                                      |
| ------- | ----------------------------- | ------ | ---------- | ---------------------------------------------------- |
| 1970    | Dallas Cowboys (F)            | 10-0-4 | 0,714      |                                                      |
| 1971    | Dallas Cowboys (SB)           | 11-0-3 | 0,786      | Washington Redskins (KF)                             |
| 1972    | Washington Redskins (F)       | 11-0-3 | 0,786      | Dallas Cowboys (HF)                                  |
| 1973    | Dallas Cowboys (HF)           | 10-0-4 | 0,714      | Washington Redskins (KF)                             |
| 1974    | St. Louis Cardinals (KF)      | 10-0-4 | 0,714      | Washington Redskins (KF)                             |
| 1975    | St. Louis Cardinals (KF)      | 11-0-3 | 0,786      | Dallas Cowboys (F)                                   |
| 1976    | Dallas Cowboys (KF)           | 11-0-3 | 0,786      | Washington Redskins (KF)                             |
| 1977    | Dallas Cowboys (SB)           | 12-0-2 | 0,857      |                                                      |
| 1978    | Dallas Cowboys (F)            | 12-0-4 | 0,750      | Philadelphia Eagles (WC)                             |
| 1979    | Dallas Cowboys (KF)           | 11-0-5 | 0,688      | Philadelphia Eagles (KF)                             |
| 1980    | Philadelphia Eagles (F)       | 12-0-4 | 0,750      | Dallas Cowboys (HF)                                  |
| 1981    | Dallas Cowboys (HF)           | 12-0-4 | 0,750      | Philadelphia Eagles (WC) en New York Giants (KF)     |
| 1982    | Washington Redskins (SB)      | 8-0-1  | 0,889      | Dallas Cowboys (HF) en St. Louis Cardinals (KF)      |
| 1983    | Washington Redskins (F)       | 14-0-2 | 0,875      | Dallas Cowboys (WC)                                  |
| 1984    | Washington Redskins (KF)      | 11-0-5 | 0,688      | New York Giants (KF)                                 |
| 1985    | Dallas Cowboys (KF)           | 10-0-6 | 0,625      | New York Giants (KF)                                 |
| 1986    | New York Giants (SB)          | 14-0-2 | 0,875      | Washington Redskins (HF)                             |
| 1987    | Washington Redskins (SB)      | 11-0-4 | 0,733      |                                                      |
| 1988    | Philadelphia Eagles (KF)      | 10-0-6 | 0,625      |                                                      |
| 1989    | New York Giants (KF)          | 12-0-4 | 0,750      | Philadelphia Eagles (WC)                             |
| 1990    | New York Giants (SB)          | 13-0-3 | 0,813      | Philadelphia Eagles (WC) en Washington Redskins (KF) |
| 1991    | Washington Redskins (SB)      | 14-0-2 | 0,875      | Dallas Cowboys (KF)                                  |
| 1992    | Dallas Cowboys (SB)           | 13-0-3 | 0,813      | Philadelphia Eagles (KF) en Washington Redskins (KF) |
| 1993    | Dallas Cowboys (SB)           | 12-0-4 | 0,750      | New York Giants (KF)                                 |
| 1994    | Dallas Cowboys (HF)           | 12-0-4 | 0,750      |                                                      |
| 1995    | Dallas Cowboys (SB)           | 12-0-4 | 0,750      | Philadelphia Eagles (KF)                             |
| 1996    | Dallas Cowboys (KF)           | 10-0-6 | 0,625      | Philadelphia Eagles (WC)                             |
| 1997    | New York Giants (WC)          | 10-1-5 | 0,656      |                                                      |
| 1998    | Dallas Cowboys (WC)           | 10-0-6 | 0,625      | Arizona Cardinals (KF)                               |
| 1999    | Washington Redskins (KF)      | 10-0-6 | 0,625      | Dallas Cowboys (WC)                                  |
| 2000    | New York Giants (F)           | 12-0-4 | 0,750      | Philadelphia Eagles (KF)                             |
| 2001    | Philadelphia Eagles (HF)      | 11-0-5 | 0,688      |                                                      |
| 2002    | Philadelphia Eagles (HF)      | 12-0-4 | 0,750      | New York Giants (WC)                                 |
| 2003    | Philadelphia Eagles (HF)      | 12-0-4 | 0,750      | Dallas Cowboys (WC)                                  |
| 2004    | Philadelphia Eagles (F)       | 13-0-3 | 0,813      |                                                      |
| 2005    | New York Giants (WC)          | 11-0-5 | 0,688      | Washington Redskins (KF)                             |
| 2006    | Philadelphia Eagles (KF)      | 10-0-6 | 0,625      | Dallas Cowboys (WC) en New York Giants (WC)          |
| 2007    | Dallas Cowboys (KF)           | 13-0-3 | 0,813      | New York Giants (SB) en Washington Redskins (WC)     |
| 2008    | New York Giants (KF)          | 12-0-4 | 0,750      | Philadelphia Eagles (HF)                             |
| 2009    | Dallas Cowboys (KF)           | 11-0-5 | 0,688      | Philadelphia Eagles (WC)                             |
| 2010    | Philadelphia Eagles (WC)      | 10-0-6 | 0,625      |                                                      |
| 2011    | New York Giants (SB)          | 9-0-7  | 0,563      |                                                      |
| 2012    | Washington Redskins (WC)      | 10-0-6 | 0,625      |                                                      |
| 2013    | Philadelphia Eagles (WC)      | 10-0-6 | 0,625      |                                                      |
| 2014    | Dallas Cowboys (KF)           | 12-0-4 | 0,750      |                                                      |
| 2015    | Washington Redskins (WC)      | 9-0-7  | 0,563      |                                                      |
| 2016    | Dallas Cowboys (KF)           | 13-0-3 | 0,813      | New York Giants (WC)                                 |
| 2017    | Philadelphia Eagles (SB)      | 13-0-3 | 0,813      |                                                      |
| 2018    | Dallas Cowboys (KF)           | 10-0-6 | 0,625      | Philadelphia Eagles (KF)                             |
| 2019    | Philadelphia Eagles (WC)      | 9-0-7  | 0,563      |                                                      |
| 2020    | Washington Football Team (WC) | 7-0-9  | 0,438      |                                                      |
| 2021    | Dallas Cowboys (WC)           | 12-0-5 | 0,706      | Philadelphia Eagles (WC)                             |
| 2022    | Philadelphia Eagles (F)       | 14-0-3 | 0,824      | New York Giants (KF) en Dallas Cowboys (KF)          |
| 2023    | Dallas Cowboys (WC)           | 12-0-5 | 0,706      | Philadelphia Eagles (WC)                             |
| 2024    | Philadelphia Eagles (SB)      | 14-0-3 | 0,824      | Washington Commanders (HF)                           |

## Records en trivia
- De Dallas Cowboys zijn met vijf Super Bowls en twintig divisie-titels het succesvolste team in de NFC East.
- De Philadelphia Eagles zijn het laatste NFC East-team dat de Super Bowl wist te winnen (in 2017).
- De Washington Redskins zijn het NFC East-team dat het langst wacht op plaatsing voor de play-offs (laatste keer was in 2015).
- De beste score voor een NFC East-team in het reguliere seizoen is 0,889 (8 zeges en 1 nederlaag). Dit werd behaald door de Washington Redskins in het ingekorte seizoen 1982.
- De beste score voor een NFC East-team in een niet ingekort regulier seizoen is 0,875 (14 zeges en 2 nederlagen). Dit werd drie keer behaald (door de Redskins in 1983 en 1991 door de Giants in 1986).
- De slechtste score voor een NFC East-team in het reguliere seizoen is 0,063 (1 zege en 15 nederlagen). Dit werd behaald door de Dallas Cowboys in 1989.
- Enkel de Philadelphia Eagles spelen daadwerkelijk in Philadelphia zelf. De Dallas Cowboys spelen in voorstad Arlington, terwijl de New York Giants en de Washington Redskins zelfs in een andere staat spelen: de Giants spelen in East Rutherford in New Jersey en de Redskins in Landover (Maryland).

American Football Conference
National Football Conference
Super Bowl · Pro Bowl